# Нил, Ричард
Ричард Эдмунд Нил (англ. Richard Edmund Neal; род. 14 февраля 1949, Спрингфилд, Массачусетс) — американский политик, член Палаты представителей США.
Занимал должность председателя городского совета Спрингфилда с 1979 по 1983 год, а затем и мэром города с 1983 по 1989 год. Практически без конкуренции одержал победу на выборах в Палату представителей США от первого избирательного округа штата Массачусетс в 1988 году.
Мистер Нил вошел Комитет Палаты представителей США по методам и средствам и возглавлял его с 2019 по 2023 год, а кроме того являлся главой Подкомитета Палаты представителей США по налогам.
Большую часть своей карьеры в конгрессе посвятил отношениям между США и Ирландией, поддержанию американского участия в мирном процессе в Северной Ирландии, за что получил несколько наград. У мистера Нила в целом либеральный послужной список голосования, но его считают более умеренным, по сравнению с типичными демократами по вопросам абортов и торговли.
В январе 2020 года Р. Э. Нил был включен в Зал славы американцев ирландского происхождения.